# Jón Sigurðsson
Jón Sigurðsson (17. června 1811, Hrafnseyri – 7. prosince 1879, Kodaň) byl islandský politik liberální orientace, filolog a historik, vůdce islandského hnutí za nezávislost vyrůstající z národního romantismu.

## Život a dílo

### Studia
Narodil se v rodině kněze a dostalo se mu vynikajícího vzdělání. Roku 1829 odjel do Reykjavíku, kde pracoval v obchodě svého strýce Einara Jónssona a seznámil se zde se svou budoucí manželkou Ingibjörg, Einarovou dcerou. Roku 1830 se stal sekretářem islandského biskupa Steingrímura Jónssona a mohl se dále vzdělávat v jeho rozsáhlé knihovně. V roce 1833 odjel do Kodaně, aby studoval na Kodaňské univerzitě gramatiku, klasickou filologii, starověkou historii, politickou teorii a ekonomii. V Kodani pak prožil největší část svého života.

### Literární činnost
Studium na univerzitě nikdy nedokončil, protože vedlejší zájmy a politika pohlcovaly veškerý jeho čas. Stal se odborníkem na ságy a na islandskou historii. Roku 1851 byl zvolen prezidentem Islandské literární společnosti (Hið íslenska bókmenntafélag) a odtud pochází jeho přezdívka prezident (forseti). Vydával také časopis společnosti. Pracoval jako lingvista pro nadaci Arnamagnæan při Kodaňské univerzitě, která spravovala různé rukopisy ve staré severštině. Sám nebo s jinými redigoval takové sbírky jako Íslendinga sögur (1843–47, Islandské ságy), Lovsamling for Island (1853–57, Sbírka islandských zákonů) nebo sbírku středověkých islandských dokumentů Diplomatarium Islandicum (Íslenskt fornbréfasafn), jejíž první díl vydal v letech 1857–1876 a ve které pokračovali po jeho smrti další vědci.

### Politická činnost

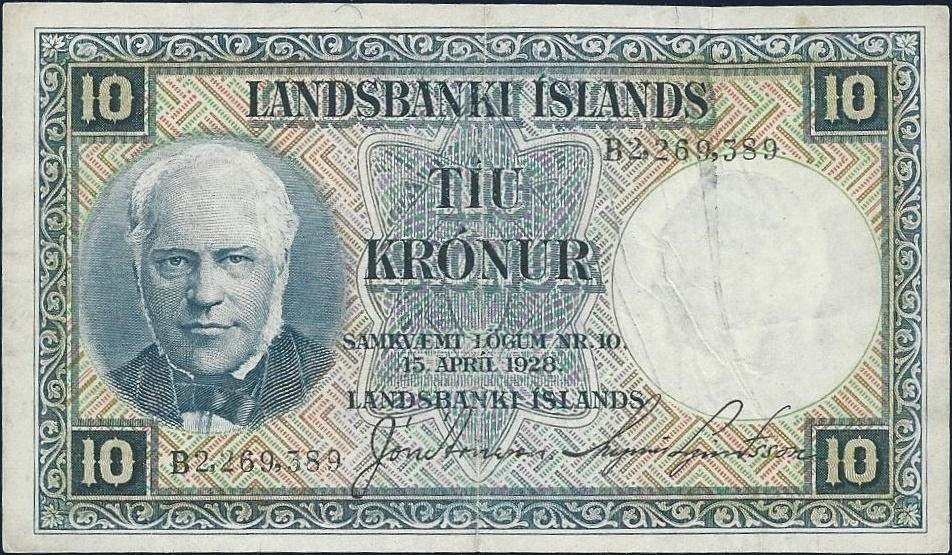
Islandská bankovka v hodnotě 20 korun z roku 1928 s vyobrazením Jóna Sigurðssona

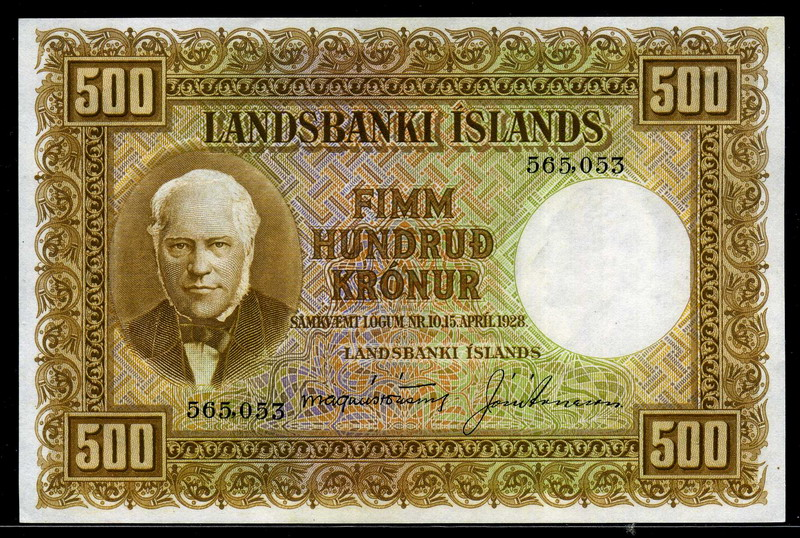
Islandská bankovka v hodnotě 500 korun z roku 1928 s vyobrazením Jóna Sigurðsson

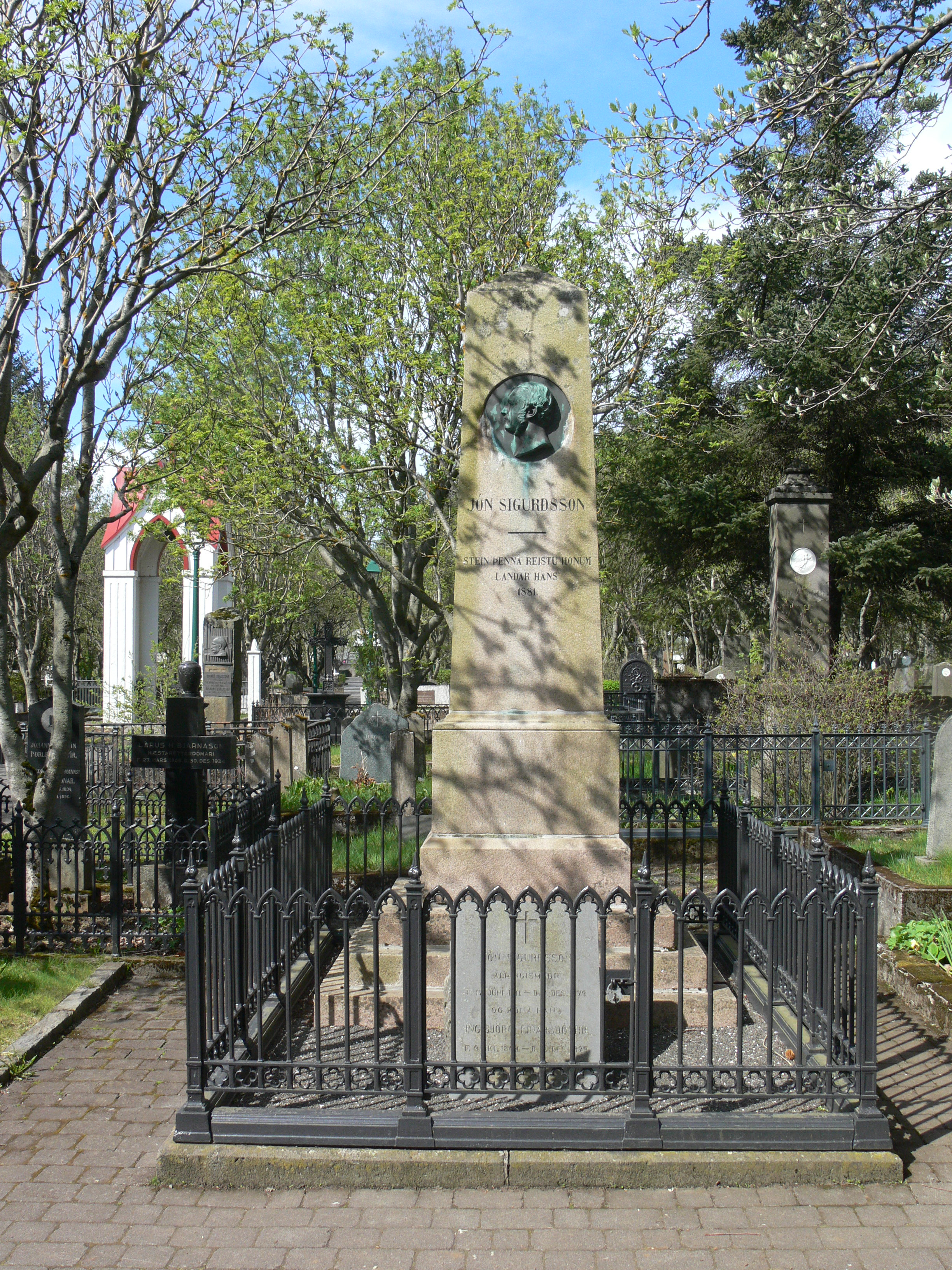
Hrob Jóna Sigurðssona a jeho manželky

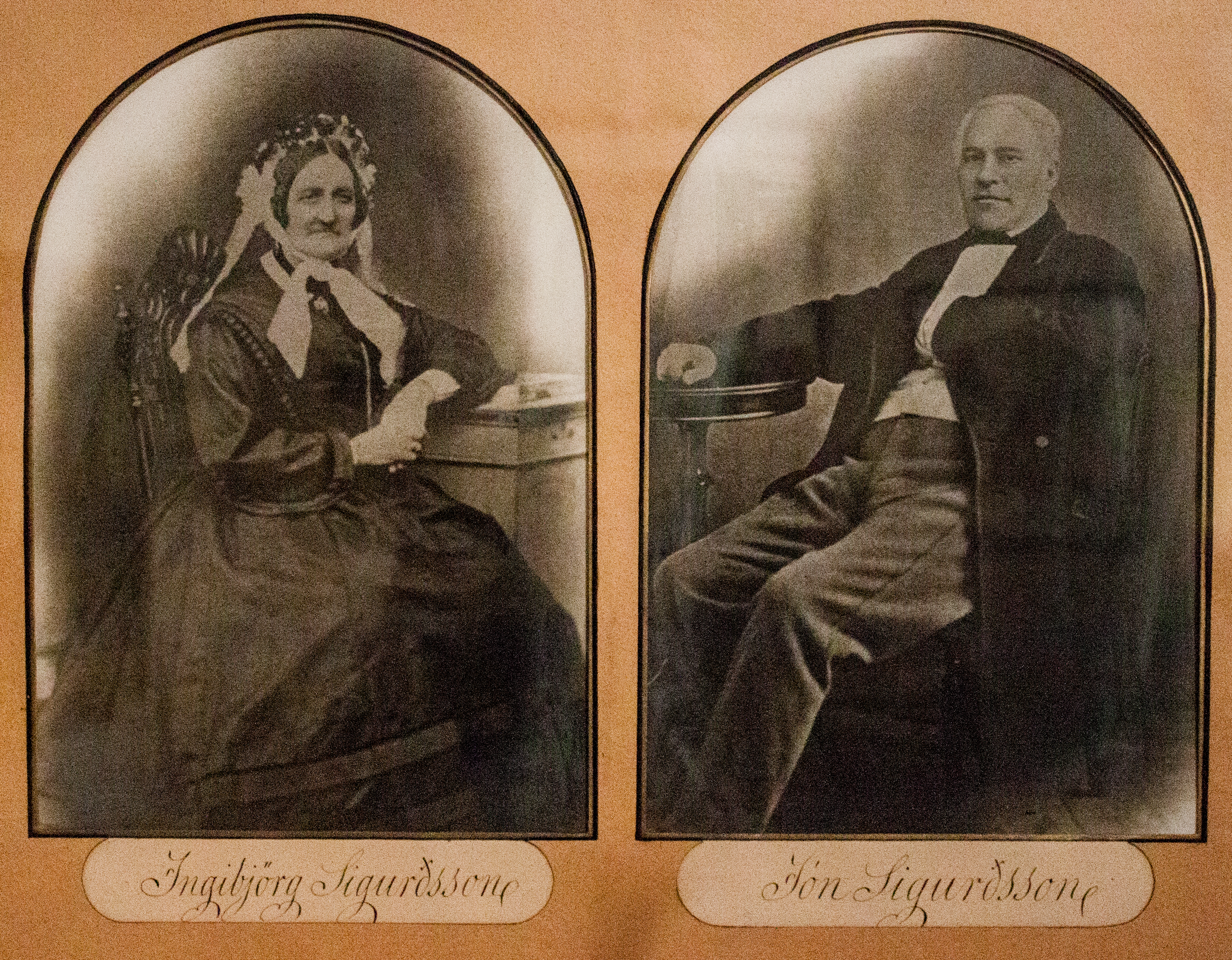
Jón Sigurðsson a jeho manželka

Ačkoliv byl jedním z největších islandských učenců, je více znám jako politik a vůdce islandského hnutí za nezávislost. Usiloval o samosprávu Islandu pod dánskou korunou. Nejprve se účastnil diskusí, které vedly k tomu, že dánský král obnovil v roce 1843 islandský Althing (parlament) jako poradní orgán. Jón byl do tohoto orgánu zvolen, zúčastnil se jeho prvního zasedání roku 1845. a třikrát se stal jeho předsedou (v letech 1849-1853, 1857 a 1867–1877
Roku 1851 bylo na Islandu svoláno Národní shromáždění („Þjóðfundurinn 1851“), aby projednalo dánský návrh na přijetí Dánské ústavy z roku 1849, které sice dávalo Islandu určité pravomoci, ale prakticky jej začleňovalo do Dánska. Tento návrh byl rozhořčeně odmítnut a na popud Jóna Sigurðssona byl navržen alternativní zákon, který navrhoval ústavu pro prakticky nezávislý Island v personální unii s dánským královstvím. Rozpuštění shromáždění dánským guvernérem vedlo ke stížnosti králi na nezákonný postup. Tento spor trval řadu let a dánská ústava nebyla na Islandu nikdy přijata.
Hlavní islandskou tribunou hnutí za nezávislost byl Jónem založený časopis Ný félagsrit, který vycházel v letech 1841–1873. Roku 1855 vydal Jón spis Om Islands statsretlige forhold (O islandském ústavním právu), ve kterém tvrdil, že Island je s Dánskem spojen pouze personální unií. Vždy ale propagoval nenásilný odpor. Agitoval pro islandskou svobodu obchodu a vedl také modernizaci islandského zemědělství a rybolovných technik. Konečně v roce 1874 přiznal dánský parlament Islandu vlastní ústavu a vládu, čímž získal Island autonomii ve vnitřních záležitostech.

## Osobní život
Když se Jón vrátil roku 1845 na Island na zasedání Althingu, oženil se se svou sestřenicí Ingibjörg Einarsdóttir, se kterou se seznámil již v roce 1829. Žil se svou ženou v Kodani. Na podzim roku 1859 Ingibjörg a Jón adoptovali Sigurda Jónssona, syna Jónovy sestry Margrétar a jejího manžela Jóna Jónssona. Vychovali ho jako vlastního syna, ale sami byli bezdětní.
Jón Sigurðsson zemřel v Kodani v roce 1879 a jeho manželka jej přežila jen o jedenáct dnů. Jejich těla byla převezena do Reykjavíku a byl jim vystrojen veřejný pohřeb.

## Ocenění
Na Jónově pomníku v Reykjavíku je uveden text Milovaný syn Islandu, jeho čest, meč a štít. Dům, ve kterém Jón a jeho manželka Ingibjörg žili v Kodani, se jmenuje Jónshús. Je ve vlastnictví islandské vlády s dnes je v něm Jónovo muzeum.. V Hrafnseyri, Jónově rodišti, je také Muzeum Jóna Sigurðssona..
Socha Jóna od Einara Jónssona byla odhalena roku 1911 před budovou vlády v Reykjavíku a roku 1931 byla přemístěna před budovu Althingu („Alþingishúsið").
Jón je vyobrazen na bankovkách z roku 1928 v nominální hodnotě 20 a 500 islandských korun.
Den Jónova narození je dnes na Islandu státním svátkem nazývaným Islandský národní den („Þjóðhátíðardagur Íslands“).. 